# Afrosound
Afrosound es una orquesta y proyecto musical colombianos cuyo enfoque varía entre el latin soul, el rock psicodélico y el chucu chucu. Fue fundada en el seno de Discos Fuentes en 1973 como una orquesta en la cual se pudieran experimentar nuevos sonidos, contando con músicos provenientes de Fruko y sus Tesos y de otras orquestas del sello musical. Actualmente la agrupación se encuentra en una reactivación como marca, de la cual hacen parte Julio Ernesto Estrada "Fruko" y Mariano Sepúlveda, siendo estos los únicos miembros fundadores que aún persisten.

## Orígenes
Afrosound surgió del deseo del vicepresidente de Discos Fuentes, José María Fuentes, de contar con una versión local de los sonidos emergentes de rock afro-latino que llegaban desde fuera del país, inspirados en artistas contemporáneos como Osibisa o Santana. La misión de Afrosound inicialmente era emular los sonidos tropicales y guitarreros que en ese momento surgían en países como Perú y Ecuador. El tema de 1972, «La danza de los mirlos» (de la agrupación peruana Los Mirlos) fue un gran éxito en Colombia y con él surgió una nueva manera de interpretar el mayor patrimonio musical exportable de Colombia: la cumbia, eso sí, desde una perspectiva peruana. Los ejecutivos de Discos Fuentes juntaron el año siguiente a un grupo de músicos expertos a quienes encargaron interpretar este tipo de música para el mercado local ya que confiaban en lograr un éxito radial nacional.
En los primeros años de la agrupación, ingresó Jaime Ley, quien interpretó «El Eco y el Carretero», un éxito que marcó una nueva etapa en la producción discográfica de Afrosound. Luego, en 1980, Juan Carlos Coronel, debutó con el tema «Salomé»; a él le siguió May González que se impuso con «Esa pareja», Jorge Juan Mejía con «Mar de Emociones», y Mónica Guzmán con el tema «Adiós, adiós corazón». Para añadir aires psicodélicos, había improvisaciones al mejor estilo de jam session con efectos fuzz, wah-wah y echo en las guitarras y teclados.
Y para completar ese sonido único en su estilo y que llevaba el sello de Afrosound, se especiaba todo con un bombardeo de sonidos extraños producto de la frenética mezcla de sintetizadores, cajas de ritmo y demás aparatos electrónicos

## Discografía
Álbumes
- La Danza De Los Mirlos (1973)
- Onda Brava Vol. 2 (1974)
- Carruseles Con Afrosound 1974
- Calor (1975)
- Grupo Niche, La Sonora Ponceña, Afrosound, Los Ahijados, Conjunto Calison, Los Del Caney, La Familia André, José Manuel Jr., Joe Arroyo, Hector Lavoe - Los Grandes de la Salsa (LP)	Combo Records (2)	lpja-2987-2	1978
- La Pichoncita (1979)
- Tiro Al Blanco (1981)
- Afrosound Vol. 4 (1982)
- La Negra Carolina (LP, Álbum) (1984)
- Afrosound: En Mar De Emociones (1991)